# Happy Working Song
"Happy Working Song" là một bài hát trong bộ phim phát hành năm 2007 của Disney, Enchanted, với phần âm nhạc do nhạc sĩ Alan Menken biên soạn và phần lời của Stephen Schwartz. Biểu diễn bởi nữ diễn viên chính của phim, Amy Adams, bài hát có nhiều điểm gợi nhớ tới các bài hát trước đây của Disney như "Whistle While You Work" trong phim Nàng Bạch Tuyết và bảy chú lùn và một số bài hát trong phim Cô bé Lọ Lem, đặc biệt là bài, "The Work Song". Bài hát đã được phát hành trong album nhạc phim của Enchanted vào ngày 20 tháng 11 năm 2007 ở Hoa Kỳ.
Bài hát được đề cử trong hạng mục "Bài hát gốc hay nhất" tại lễ trao giải Oscar lần thứ 80, cùng với hai bài hát khác cũng của bộ phim này.

## Các phiên bản
Trong phim, bài hát "Happy Working Song" do Amy Adams thể hiện trong vai Giselle. Sau khi thấy căn hộ của Robert quá bừa bãi, lộn xộn và bẩn, Giselle quyết định sẽ dọn sạch tất cả với sự giúp đỡ của các con vật sống quanh đó. Do giờ cô đang ở thành phố New York, thay vì có những loài vật đáng yêu sống trong rừng thường ngày nghe tiếng gọi của cô mà đến giúp, chỉ có những loài động vật và côn trùng điển hình ở các đô thị như chim bồ câu, chuột, gián và ruồi tới làm việc. Vừa dọn dẹp, cô vừa hát "Happy Working Song" trong lúc nói chuyện và chỉ huy những con vật cô gọi tới giúp mình.
Adams cũng đã thể hiện bài hát này tại lễ trao giải Oscar lần thứ 80. Trái ngược với bài hát trong bộ phim, phụ thuộc khá nhiều vào các hiệu ứng hình ảnh, tại đây Adams phải thể hiện bài hát này một mình trên một sân khấu trống trong một khán phòng buổi tối không có gì đặc biệt, trong khi hai bài hát khác của phim cũng được đề cử được thể hiện với sự hỗ trợ của các vũ công và đạo cụ biểu diễn.